# Shovel

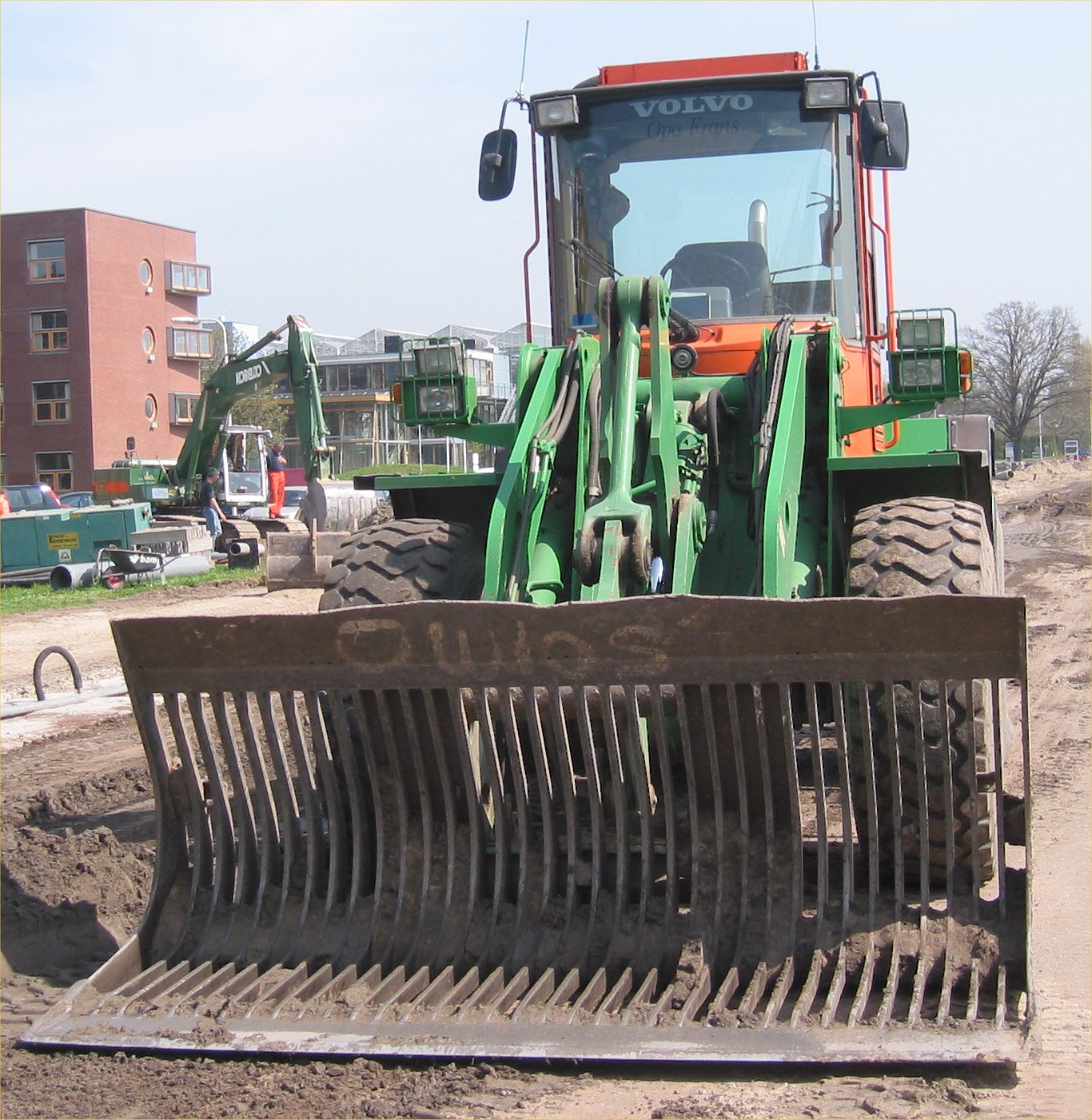
Shovel met knikbesturing

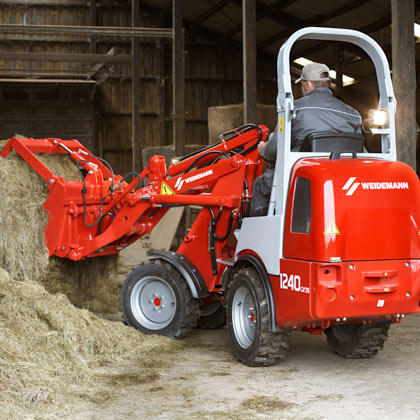
Een kniklader in actie

Een kniklader, (mini)shovel of wiellader is een voertuig dat wordt gebruikt bij grondverzet, in de bosbouw, de landbouw, en de industrie voor het verplaatsen van bulkgoed. Een shovel is uitgerust met een centrale bestuurderscabine die zicht biedt op het hefmechanisme. Het voertuig kan al dan niet uitgerust zijn met een knikbesturing. Een minishovel is een kleinere uitvoering van een shovel, geschikt voor kleine bouwwerkzaamheden en voor veetelers. Een wiellader is een grote uitvoering van een shovel, geschikt voor zware werkzaamheden zoals in de mijnbouw.

## Geschiedenis
De eerste shovel werd uitgevonden door Frank G. Hough in 1939 en heette de Model H.S. Payloader. Deze machine bestond uit een verticale mast die aan de voorkant van een tractor was bevestigd. Enkele stangen, die van de top van de mast naar de achterkant van de tractor liepen, verstevigden de verticale mast. Bovenaan de mast zat een bak. Een verticale hydraulische cilinder in de mast faciliteerde het hefmechanisme. Vandaag de dag zijn de meeste wielladers knikkend, een ontwerpkeuze die in 1953 werd geïntroduceerd door de Scoopmobile-serie van Mixermobile. Door de knikbesturing werd de draaicirkel verbeterd en kon de hefarm zwenken zonder dat het voertuig voor- of achteruit moest rijden.

## Werking
Een shovel wordt meestal aangedreven door een dieselmotor. Deze levert vermogen aan een hydraulische pomp die een of twee hefarmen aanstuurt. De hefarm(en) kunnen scharnierend omhoog en omlaag bewegen ten opzichte van het frame dankzij een of meerdere hydraulische cilinders. Een conventionele shovel gebruikt één of twee starre hefarmen om materialen te heffen. Een shovel kan echter ook uitgerust zijn met één uitschijfbare hefarm, ook wel uitschuifbare giek of telescooparm genoemd, waardoor het voertuig lasten over een groter bereik kan verplaatsen. Indien de hefarm ook roterend op het frame zit, spreekt men van een zwenk-telescooplader. Dit type is vooral bekend door het Duitse merk Hermann Paus Maschinenfabrik GmbH. Op het uiteinde van de hefarm zit een frame dat toelaat om aanbouw(onder)delen te bevestigen. Dit frame is hydraulisch kantelbaar via een cilinder bovenop de hefarm(en). Deze cilinder zet een stangenmechanisme in beweging waardoor aanbouwonderdelen zoals een grondbak kunnen worden gekanteld. Een shovel is dankzij zijn bodemvrijheid en bandenprofiel goed geschikt voor ruw terrein.
Er zijn compacte shovels met een eigenmassa die rond de 1.500 kg ligt.  Zware wielladers daarentegen kunnen een massa van meer dan 200.000 kg bereiken. 
Een conventionele shovel is uitgerust met een knikbesturing en rijdt op wielen. De vier wielen kunnen in principe stuk voor stuk vervangen worden door rupsbanden. Echter, een meer voorkomende rupsbandversie van de shovel is de motorlaadschop. De vier wielen worden vervangen door twee langwerpige rupsbanden en de knikbesturing verdwijnt.

### Aanbouwonderdelen
Er kunnen verschillende aanbouwonderdelen aan het frame van de hefarm worden gekoppeld, zoals een grond- of puinbak, mest- of palletvork, stenenklem, veegbezem, maar ook grondboren, maaimachines en voerdoseercontainers. Er zijn ook shovels met een permanent aanbouwonderdeel, meestal een vaste grondbak bij grote wielladers. In tegenstelling tot een dieplepel kan een shovel niet onder het niveau van de wielen graven. Door de mogelijkheid om veel verschillende aanbouwonderdelen aan een shovel te koppelen, is het een veelzijdige machine geworden.

## Galerij

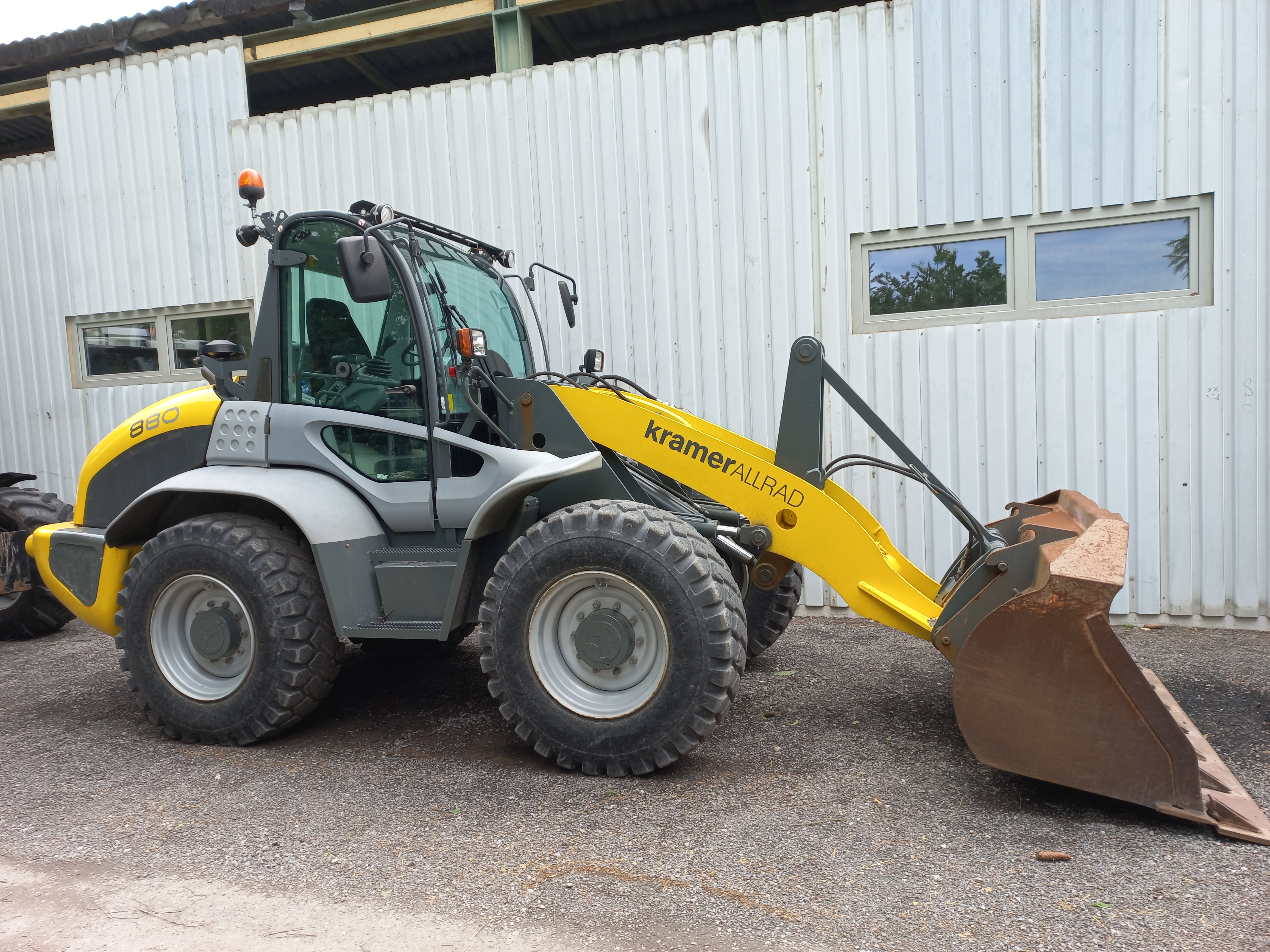
Shovel zonder knikbesturing
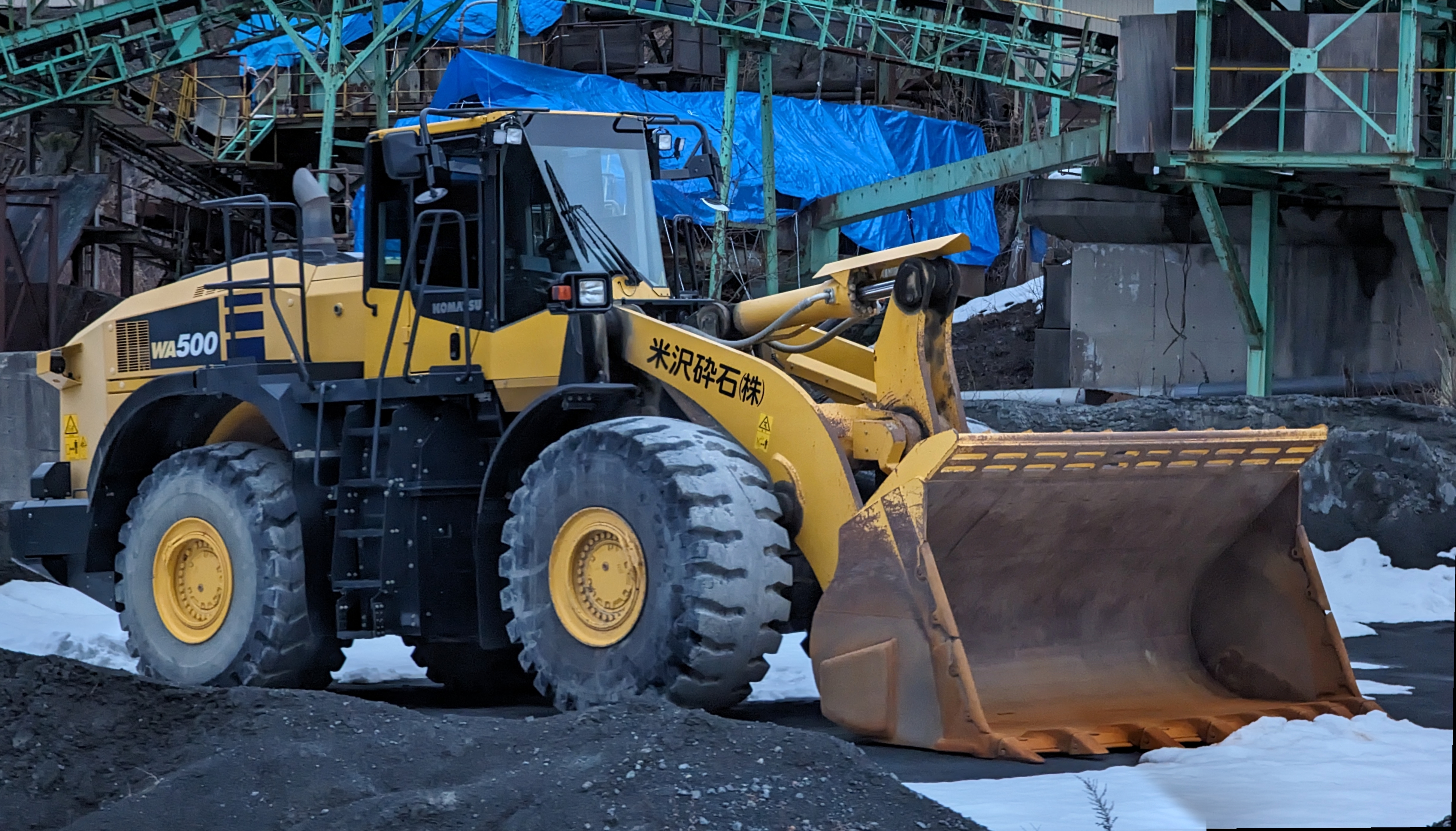
Zware wiellader met permanente grondbak

## Externe Link
Shovel twee hefarmen en shovel met één uitschuifbare hefarm - video die de 2 types vergelijkt op YouTube